# Madelon Vos
Madelon Vos (Groningen, 18 augustus 1995) is een Nederlands youtuber, radiopresentator, technisch analist, investeerder en columnist.

## Opleiding
Vos groeide op in Paterswolde, doorliep de Havo op het Zernike College te Haren en behaalde haar bachelordiploma Small Business and Retail Management aan de Hanzehogeschool. Tijdens haar studie kwam Vos in aanraking met de werking van geld, macro-economie en bitcoin. Aan het einde van haar studie schreef Vos voor haar minor Beleggen samen met een andere student een onderzoekspaper over het klassieke bubbelpatroon aan de Hogeschool van Amsterdam. Hiermee wonnen zij in 2017 de Bert Douwes Award.

## Biografie
Vos schreef columns en blogs over cryptovaluta en macro-economie voor Nederlandse beleggers- en cryptovalutawebsites, waaronder IEX.nl, Investing.com, Business Insider en Bitcoinmagazine.nl.
Naast haar activiteiten voor de schrijvende pers was Vos ook werkzaam voor radio. Op BNR Nieuwsradio presenteerde ze vanaf januari 2018 tot en met maart 2021, samen met Herbert Blankesteijn de podcast 'Cryptocast', waarin iedere week een gast een uur lang kwam praten over de ontwikkelingen op cryptogebied. Daarnaast presenteerde zij gedurende die periode ook wekelijkse de crypto-update live op zender. 
Tegenwoordig is Vos fulltime actief als contentmaker onder andere op YouTube waar ze video's plaatst over macro-economie, investeren en bitcoin. Op 20 april 2023 telde haar Youtube kanaal 102.000 abonnees. Vos is ook actief op Twitter en Instagram waar zij op 20 april van 2023 respectievelijk 73.000 en 112.000 volgers had. Met haar YouTube-format Madelon Navigeert werd zij in 2022 genomineerd voor de Televizier-Ster Online-videoserie.
In januari 2023 publiceerde het journalistieke platform Follow the Money dat het bedrijf van Vos ruim €2 miljoen STAP subsidie had ontvangen door een videocursus van 10 uur en 27 minuten over technische analyse te verkopen maar als zijnde gratis aan te bieden vanwege de STAP-subsidie. Madelon Vos ontkende dat zij dit bedrag hadden ontvangen. Ook gaf zij aan dat de cursus voldeed aan de gestelde subsidie-eisen en dat haar opleidingsinstituut een NRTO keurmerk bezit. Ze gaf aan dat ze de opleiding niet meer onder de regeling aanbiedt ondanks dat de opleiding ook onder de nieuwste eisen van 2023 nog steeds in aanmerking zou komen voor Stap-subsidie.